# Terra lliure
|  | Per a altres significats, vegeu «Terra Lliure (desambiguació)». |

Terra lliure va ser una revista escrita en català, anarquista i afí a la Unió de Rabassaires de Catalunya que es va publicar entre el 1935 i el 1936 a Barcelona. Es van publicar 10 números de la revista, el primer del qual data del 30 de novembre de 1935 i l'últim del 5 d'abril de 1936, tots ells editats a Barcelona. Tot i així, actualment només se'n conserven 7 exemplars, també microfilmats, (núms. 1, 5, 6, 7, 8, 9 i 10), a l'Arxiu Històric de la Ciutat de Barcelona.